# Pachyta mediofasciata
Pachyta mediofasciata là một loài bọ cánh cứng thuộc phân họ Lepturinae, trong họ Cerambycidae. Loài này phân bố ở Trung Quốc.